# Àngels Guiteras Mestres
Àngels Guiteras Mestres (Girona, 1958) és una psicòloga i emprenedora catalana.
Llicenciada en Psicologia Clínica per la Universitat de Barcelona, especialista en drogodependències, i diplomada en Alta Direcció d'Empreses per l'Escola Superior d'Administració i Direcció d'Empreses (ESADE), ha treballat al camp social i del tercer sector social des dels anys vuitanta, desemvolupant diverses responsabilitats. Així, ha estat gerent de l'Associació Benestar i Desenvolupament (ABD) i també presidenta de la Taula d'entitats del Tercer Sector Social de Catalunya des del juliol del 2009 fins a l'any 2015 en que fou substituida per Oriol Illa i Garcia.